# Gallring (arkiv)
Gallring innebär i arkivsammanhang att material i ett arkiv förstörs, främst av ekonomiska skäl för att minska förvaringskostnaderna för arkiv. Gallring kan även ske för att förenkla användandet av arkiv, då de arkiv som återstår efter gallringen kan vara mer överskådliga än ogallrade arkiv. Andra skäl för gallring är att material i ett arkiv förstörs på grund av en aktiv önskan att information förstörs, till exempel för att skydda en enskild individs integritet, s.k. etisk gallring.

## Terminologi
I Sverige har det traditionellt gjorts en distinktion mellan uttrycken gallra och utgallra. Att gallra ett arkiv innebär då att handlingar tas ut ur arkivet och förstörs. Att utgallra innebär att de handlingar som tagits ut ur beståndet förstörs. Om man gallrar ett arkiv innebär detta att vissa handlingar förstörs, om man utgallrar arkivet förstörs det helt och hållet. Eftersom denna terminologi, trots att den är entydig, är svår att förklara för personer utanför arkivverksamheten så används numera "gallra" i båda betydelserna.. Detta gäller bland annat arkivlagen. 
Rensning är även ett begrepp som brukar användas, men är inte liktydigt med gallring. Rensning kan förekomma på det material som skapats i samband med uppkomsten av allmänna handlingar. Ett exempel på detta är minnesanteckningar som berör handlingen, men som i slutändan inte tillför ärendet något avgörande värde. Rensning syftar därmed till att ta bort handlingar som inte anses som allmänna.

## Gallring hos svenska myndigheter
Hos myndigheter räknas överföring av information till andra databärare också som gallring om överföringen leder till 1. informationsförlust
2. förlust av möjliga informationssammanställningar 3. förlust av sökmöjligheter
4. förlust av möjligheter att fastställa informationens autenticitet
Myndigheters arkiv ska från början ges en struktur som främjar tillgänglighet och gallring. De handlingar som ska gallras ska vara sökbara fram till dess att de förstörs. Myndigheten skall ha verkställt gallring utan dröjsmål när gallringsfristen löpt ut. Förstöringen av de gallrade handlingarna skall ske under kontroll. Detta är särskilt viktigt när det gäller sekretessbelagda handlingar, i dessa fall bör någon från myndigheten personligen se till att handlingarna förstörs genom exempelvis bränning eller radering.

## Lagstiftning
I Sverige är förstöring av handlingar i offentlig verksamhet reglerad av statsmakterna. I arkivlagen står det att varje myndighet ska svara för vården av sitt arkiv, om inte en arkivmyndighet har övertagit detta ansvar.. I arkivvården ingår att myndigheten skall verkställa föreskriven gallring i arkivet . Allmänna handlingar får gallras. Vid gallring skall dock alltid beaktas att arkiven utgör en del av kulturarvet och att det arkivmaterial som återstår skall kunna tillgodose de ändamål som anges i 3 § tredje stycket. Om det finns avvikande bestämmelser om gallring av vissa allmänna handlingar i annan lag eller förordning gäller dessa bestämmelser. Lag (1998:774).. Gallringen får alltså endast utföras då man beaktar att arkiven utgör en del av kulturarvet och att det arkivmaterial som återstår ska tillgodose 
1. rätten att ta del av allmänna handlingar,
2. behovet av information för rättskipningen och förvaltningen, och
3. forskningens behov.[6]

Huvudregeln vid gallring är att arkiven skall bevaras, men det står även i 10 § arkivlagen att allmänna handlingar som anses av mindre relevans för arkivens ändamål får gallras. Denna förordning är dock begränsad för statliga arkiv som i större utsträckning måste följa § 14 arkivförordningen  (1991:446) vilket innebär att man endast får gallra allmänna handlingar med beslut från Riksarkivet eller i enlighet med gallringsföreskrifter som är grundade i lag- och förordningstexter.

## Fördelar med gallring
Den ekonomiska aspekten vid gallring nämns ofta som en av huvudorsakerna till varför gallring förekommer. Gallringen minskar volymen av materialet och sänker därmed förvaringskostnaderna. När man minskar på antalet handlingar ökar samtidigt överskådligheten i arkivet vilket underlättar för arkivets användare.

## Gallringens tillämpningsområden
- Vid händelse att handlingar inte har ett relevant informationsvärde kan de gallras bort.
- Om liknande handling finns i det egna eller andras arkiv gallras handlingen bort för att undvika dubbletter av samma handling.

- Om handlingen anses vara relevant endast för en specifik tidsperiod kan handlingen efter att tidsperiod gått ut gallras. Detta sker vanligtvis vid årsskiften.
- För att skydda enskilda personers integritet kan gallring tillämpas på exempelvis säkerhetsbelagt material.

- Vid fall av stora volymer av handlingar där endast ett fåtal delar anses relevanta kan man göra ekonomiska bedömningar där gallring tillämpas på materialet. Den ekonomiska bedömningen ska dock inte vara avgörande. Den viktigaste aspekten är handlingarnas informationsvärde alternativt betydelsen för de lagstadgade ändamålen för bevarande av arkiv. [2]

## Otillåten gallring
Det förekommer även att otillåten gallring har använts för att undvika att känslig information sprids. I svensk historia finns det ett flertal olika exempel på att otillåten gallring har använts för just dessa ändamål. Exempel på det är den utgallringen som skedde inom den svenska militära underrättelsetjänsten Där T-kontorets i hemlighet kom att brännas av IB:s chef Briger Elmér på order av försvarsstaben. 

## Internationellt perspektiv
I internationella sammanhang används termen appraisal, där gallring är en del av processen. Appraisal innebär att bedöma handlingars värde och att sätta tidsperspektiv för dessa värden. De värden som ska identifieras är primär- och sekundärvärde, där det förstnämnda är för arkivbildaren själv och det sistnämnda för andra, bland annat lyfts forskningens behov fram. I bedömningen tas kontexten där handlingarna skapades med och länken med den organisation eller person som skapat handlingarna som en del i sin verksamhet tas med för att avgöra handlingarnas värde. Olika länder har också olika utgångspunkt för gallring, i till exempel Tyskland är utgångspunkten att genom gallring välja ut material som ska bevaras medan utgångspunkten i Storbritannien är att genom gallring identifiera material som inte ska bevaras.